# Spora
Spora (iz starogrške besede σπορά spora - »seme«) ali tros je posebna tvorba, ki jo tvorijo nekateri organizmi, da preživijo neugodne življenjske razmere, ki jih povzročajo različni abiotski dejavniki, kot so pomanjkanje hrane ali vode, previsoka ali prenizka temperatura. Spore se pojavljajo predvsem pri enoceličnih organizmih. Spore se obdajajo z debelo ovojnico, v protoplazmi so zaloge, iz celic pa izgubijo precej vode. V taki obliki lahko preživijo več desetletij. Ko spet nastopijo ugodne razmere, se iz spore razvije normalen organizem.
Pri glivah, algah, rastlinah in praživalih so spore stadij v življenjskem krogu in imajo tudi vlogo pri razmnoževanju.